# Amblycipitidae
Amblycipitidae – rodzina małych słodkowodnych ryb sumokształtnych (Siluriformes). Obejmuje ponad 30 gatunków.

## Zasięg występowania
Azja Południowa i Azja Wschodnia, od Pakistanu przez północne Indie, do Malezji i Korei oraz południowej Japonii. Zasiedlają wartko płynące strumienie.

## Cechy charakterystyczne
Płetwa grzbietowa pokryta grubą skórą. Krótka podstawa płetwy grzbietowej. Obecna jest płetwa tłuszczowa, u niektórych gatunków zrośnięta z płetwą ogonową. Występują 4 pary wąsików. Linia boczna słabo rozwinięta lub jej brak.

## Klasyfikacja
Rodzaje zaliczane do Amblycipitidae:
- Amblyceps — Liobagrus — Nahangbargus — Xiurenbagrus

Rodzajem typowym jest Amblyceps.